# Nyssicus rosalesi
Nyssicus rosalesi là một loài bọ cánh cứng trong họ Cerambycidae.